# Michael Hache
Michael Hache (* 5. Oktober 1956) ist ein deutscher ehemaliger Fußballspieler. Er spielte in den 1980er-Jahren für die Betriebssportgemeinschaft (BSG) Sachsenring Zwickau in der DDR-Oberliga, der höchsten Liga im DDR-Fußball.

## Sportliche Laufbahn
Mit 12 Jahren wurde Michael Hache in die Kindermannschaft der BSG Motor Zwickau aufgenommen. Ab 1974 bestritt er die ersten Spiele im Männerbereich, zunächst mit der zweitklassigen DDR-Ligamannschaft Sachsenring II (vormals BSG Motor). Dort bestritt er in den Spielzeiten 1974/75 und 1975/76 jeweils drei Punktspiele. Am 6. Spieltag der Saison 1975/76 erzielte er sein erstes DDR-Liga-Tor.
Im November 1975 verpflichtete sich Hache zu einem dreijährigen Dienst in der Nationalen Volksarmee und wechselte zur Armeesportgemeinschaft ASG Vorwärts Dessau, die ebenfalls in der DDR-Liga spielte. In seinen vier Dessauer Spielzeiten bestritt er 48 von 62 ausgetragenen Ligaspielen und kam, durchgehend als Mittelfeldspieler eingesetzt, zu drei Torerfolgen.
Im Oktober 1978 beendete Michael Hache seinen Dienst in der Volksarmee und schloss sich wieder der BSG Sachsenring Zwickau an. Dort wurde er zunächst in die Nachwuchsoberliga-Mannschaft (ehemals Sachsenring II) eingegliedert. Zur Saison 1980/81 rückte er in den Oberligakader auf, wurde aber nur in den ersten vier Oberligaspielen eingesetzt. Dreimal stand er als Spieler im Mittelfeld in der Startelf, danach war er nur noch Einwechselspieler. Für den Rest der Saison kam Hache wieder in der Nachwuchsoberliga zum Einsatz, wo er als Mittelfeldspieler einen Stammplatz sicher hatte. In den folgenden Spielzeiten 1981/82 und 1982/83 konnte Hache seine Oberligaeinsätze zwar erhöhen, mit 14 bzw. elf Spielen gelang ihm aber nicht der Sprung in die Stammelf. Am 13. Spieltag der Saison 1981/82 gelang Hache in der Begegnung Chemie Buna Schkopau – BSG Sachsenring beim 3:0-Sieg mit dem Schlusstreffer sein einziges Oberligator.
Als Sachsenring Zwickau nach der Saison 1982/83 aus der Oberliga absteigen musste, wechselte Hache mit fünf weiteren Sachsenringspielern zum DDR-Ligisten Fortschritt Weida. 1983/84 war Hache von Beginn an Stammspieler und wurde in den 22 Ligaspielen hauptsächlich wieder im Mittelfeld eingesetzt. In der sturmschwachen Mannschaft, die die Saison als Absteiger beendete, steuerte Hache zwei Treffer bei. Drei Spielzeiten lang verbrachte Hache mit Weida in der Bezirksliga. 1985 wurde er mit der Mannschaft Bezirksmeister, der mögliche Aufstieg wurde aber verpasst. Dieser gelang nach der Meisterschaft von 1987. In der Ligasaison 1987/88 mussten 34 Punktspiele absolviert werden, Hache kam aber nur 17-mal zum Einsatz und blieb diesmal ohne Torerfolg. Nach einem Jahr musste Weida erneut absteigen. Michael Hache bestritt 1988/89 noch eine Bezirksligaspielzeit für die BSG Fortschritt, danach beendete er seine Fußballerlaufbahn.